# Lagardère (film)
Lagardère è un film per la televisione del 2003 diretto da Henri Helman. Si tratta di una trasposizione del romanzo di Paul Féval, Le Bossu.

## Trama
Parigi, 1718. Henri Lagardère è un trovatello che è stato allevato da due maestri d'arme e mastri spadai, Cocardasse e Passepoil. Un giorno viene salvato dal duca Philippe di Nevers, impareggiabile spadaccino. Il duca ama la bella Inès di Caylus e vorrebbe sposarla, ma il vecchio marchese è ostile a causa di una vecchia diatriba tra le due famiglie. Philippe si confida con suo cugino, e grande amico, il Principe Philippe di Gonzaga, che in realtà lo odia e vuole a sua volta sposare Inès.
Qualche mese dopo Lagardère incontra nuovamente Nevers, e questa volta riesce a farsi prendere a servizio. Inès dà alla luce una bambina e Philippe decide di portarla al sicuro nel suo palazzo.
Philippe di Gonzaga incarica il subdolo servitore Peyrolles di reclutare quindici uomini d'arme e tendergli un agguato. Due dei quindici, ignari dell'identità della vittima, sono Cocardasse e Passepoil che prima di partire si confidano con Lagardère il quale, dopo aver letto la lettera di Inès capisce che l'obbiettivo dell'imboscata è proprio il duca e corre in suo aiuto. Cocardasse e Passepoil, accortisi che stanno per attaccare un padre con il suo bambino hanno dei rimorsi e portano in salvo il pargolo. Mentre stanno combattendo Philippe viene colpito alle spalle da un uomo mascherato che Lagardère riesce però a marchiare trafiggendogli una mano con il pugnale.
Nevers, in fin di vita, gli svela il segreto della micidiale "botta di Nevers" e gli fa promettere di vendicarlo.
Gonzaga uccide nel sonno il malato marchese di Caylus e fa credere che sia il mandante dell'omicidio, e che l'esecutore materiale sia proprio Lagardère. Questo è costretto a rifugiarsi con la piccola Aurore e una nutrice in Spagna, nelle campagne vicino a Toledo, assumendo l'identità di mastro Louis, fabbricante di spade.
Dopo dieci anni si vede la piccola e capricciosa Aurore che vive con la nutrice Jeanne, mentre Lagardère compie continui viaggi per vendere le spade, viaggi dove in realtà cerca e uccide uno dopo l'altro gli assassini di Nevers, cercando sempre quello con la mano marchiata.
A diciassette anni della morte del padre, Aurore è una ragazza irrequieta che non vuole sottostare al volere del "padrino" Lagardère. Jeanne li lascia per sposarsi col mugnaio del paese e Lagardère, dovendo partire alla ricerca del penultimo uomo, chiama Passepoil per accudire Aurore. Questo però, dopo aver bevuto un bicchiere di troppo, si lascia sfuggire il nome del padre di Aurore e come è morto, lei quindi si reca dal console francese per avere spiegazioni. Viene però ascoltata da una spia di Peyrolles, che invia un gruppo armato che li assalta e credendo di aver ucciso Aurore e Lagardère, porta a Gonzaga il medaglione recuperato.
Passepoil e Aurore invece si salvano e lei parte nella notte alla volta di Parigi. Lagardère rientra da Venezia, l'ultimo sicario da eliminare rimane dunque l'attuale capitano della polizia di Parigi. Appresa la notizia parte con Passepoil. Aurore nel frattempo raggiunge Cocardasse e scopre l'identità della madre, ma prima che possa parlarle il principe Gonzaga, usando il medaglione, fa fingere ad una prostituta di essere la ritrovata Aurore, al fine di ottenere in sposa Inès.
Lagardère ritrova Aurore e decide di infiltrarsi, travestito da gobbo, come consigliere di Gonzaga, per scoprire il suo ruolo nella vicenda. Qui, durante una partita a carte, vede la cicatrice sulla mano e capisce che il misterioso assassino è proprio Gonzaga.
Anne, la dama di compagnia di Inès, scopre che la presunta Aurore è in realtà Flore, una prostituta, ma viene uccisa da Peyrolles prima di riuscire a rivelarlo alla sua padrona.
Lagardère uccide il capo della polizia, poi riesce a sfuggire a Peyrolles che, umiliato e rinnegato da Gonzaga, si impicca.
Il gobbo rassicura Inès dicendole che al ballo dell'indomani le ridonerà Aurore e smaschererà il vero colpevole; viene però ascoltato da Gonzaga che lo fa catturare e una volta identificato ne chiede la condanna a morte.
Il giorno dopo, all'esecuzione nel cortile della Bastiglia, il Reggente ascolta le ultime parole del condannato. Lagardère accusa Gonzaga, Inès presenta la vera Aurore, con tanto di medaglione e certificato di battesimo. Gonzaga tenta la fuga ma viene inseguito da Lagardère che dopo uno strenuante duello sui bastioni della Bastiglia lo uccide con la botta di Nevers.
Il reggente vorrebbe nominarlo Duca di Nevers, ma Lagardère rifiuta dicendo che il duca era uno solo, viene quindi nominato Cavaliere di Lagardère.
Le disavventure sono finite, Aurore ha ritrovato sua madre e questa ha trovato un nuovo amore, Lagardère.